# 1096 (عدد)
ألف وستة وتسعون 1096 هو عدد صحيح، يلي العدد 1095 وويسبق العدد 1097.

## في الرياضيات

### خصائص
- عدد طبيعي.[3]
- عدد زوجي.[4][5]
- عدد موجب،[6] السالب منه هو -1096.[7]

## في التاريخ
- 1096 هـ هي سنة في التقويم الهجري.
- هي سنة 1096 م في التقويم الميلادي.

## وصلات خارجية
الأعداد الصاتمة، ديوان اللغة العربية.